# Breza
Breza és un poble i municipi d'Eslovàquia que es troba a la regió de Žilina, al centre-nord del país.

## Demografia
| Godina             | 1994 | 2004   | 2014   | 2024   |
| ------------------ | ---- | ------ | ------ | ------ |
| Nombre de persones | 1396 | 1513   | 1604   | 1639   |
| Diferència         |      | +8,38% | +6,01% | +2,18% |

| Godina             | 2023 | 2024   |
| ------------------ | ---- | ------ |
| Nombre de persones | 1636 | 1639   |
| Diferència         |      | +0,18% |